# 白领凤鹛
白领凤鹛（学名：Yuhina diademata）为鶲科凤鹛属的鸟类。分布于缅甸以及中国大陆的甘肃、陕西、四川、云南、贵州、湖北等地，一般生活于一般分布在1372-2135米间的山坡灌丛中，在较高的幼树或成树上活动。该物种的模式产地在四川宝兴。